# José de Jesús García Ayala
José de Jesús García Ayala (Rancho "El Guayabo", Ayotlán, Jalisco, 30 de mayo de 1910 − 15 de enero de 2014) fue el obispo emérito de Campeche y  obispo decano de la Iglesia católica en  México, era uno de los más longevos en el mundo.

## Semblanza biográfica
Sus padres fueron Luis García Chávez (originario de La Concepción) y Matilde Ayala (originaria de Yurécuaro). En 1923, ingresó al Seminario de Zamora, ordenándose sacerdote en 1937.
Durante sus primeros años de actividad eclesiástica, fue sacerdote en Tingambato, Paracho y Los Reyes, más tarde fue director espiritual del Seminario de Zamora. 
En 1963, fue nombrado obispo auxiliar y administrador apostólico de la Diócesis de Campeche por el papa Pablo VI; fue consagrado el 2 de agosto del mismo año. Cuatro años más tarde, al morir Alberto Mendoza y Bedolla, fue nombrado obispo de la misma diócesis, tomó posesión el 10 de mayo de 1967. En 1981, después de dirigir la diócesis por casi veinte años, renunció al cargo por motivos de salud, su renuncia fue aceptada por Juan Pablo II.